# Passion World
Passion World – dziesiąty album studyjny amerykańskiego wokalisty jazzowego Kurta Ellinga wydany 8 czerwca 2015 przez Concord Jazz (piąty dla tej wytwórni). Do współpracy artysta zaprosił muzyków z wielu rejonów świata (m.in. kubański trębacz Arturo Sandoval, amerykańska piosenkarka Sara Gazarek, niemiecki trębacz Till Brönner, zespół Scottish National Jazz Orchestra ze swoim założycielem saksofonistą Tommy Smithem, francuski akordeonista Richard Galliano, niemiecki Big Band i Orkiestra rozgłośni WDR grający z pianistą Frankiem Chastenierem)..

## Lista utworów
1. The Verse 01:40
2. After the Door 03:56
3. Loch Tay Boat Song 07:02
4. Si te contara 05:36
5. La vie en rose 08:13
6. Bonita Cuba 06:37
7. Where the Streets Have No Name 04:51
8. The Tangled Road 07:18
9. Você Já Foi à Bahia? 02:18
10. Nicht Wandle, Mein Licht (Liebeslieder Walzer Op. 52, No. 17) 07:01
11. Who Is It (Carry My Joy on the Left, Carry My Pain on the Right) 04:49
12. Where Love Is 05:13
13. Parisian Heartbreak 04:33 (utwór dodatkowy)
14. Me Jedyne Niebo 03:57 (utwór dodatkowy)